# アレハンドロ・ゴンサレス・イニャリトゥ
アレハンドロ・ゴンサレス・イニャリトゥ（スペイン語: Alejandro González Iñárritu、1963年8月15日 - ）は、メキシコの映画監督、脚本家、映画プロデューサーである。

## 来歴
メキシコシティで生まれ、中流階級の家庭で育つ。その後、イベロアメリカーナ大学へ進学。ここで後に脚本家としてイニャリトゥの作品に参加するギジェルモ・アリアガと知り合う。また、この時期イニャリトゥは、ラジオ局でディスクジョッキー、テレビ番組のプロデューサー、コンサートのプロデューサーなどの活動をしていた。
2000年に『アモーレス・ペロス』で長編映画監督デビュー。全世界興行収入が製作費の約10倍となり、第53回カンヌ国際映画祭の批評家週間部門、第13回東京国際映画祭でグランプリを受賞、アカデミー外国語映画賞にノミネートされた。 イニャリトゥは本作を亡くなった息子のために作ったと述べており、「人は失ったもので形成される。人生は失うことの連続だ。失うことでなりたかった自分になるのではなく、本当の自分になれるのだ。」とコメントしている。
2003年、『アモーレス・ペロス』での成功が認められたことによって、ショーン・ペン、ナオミ・ワッツ、ベニチオ・デル・トロ を迎えてアメリカで監督した『21グラム』が第60回ヴェネツィア国際映画祭のコンペティション部門に出品され、ショーン・ペンが男優賞を受賞した。また、第76回アカデミー賞ではナオミ・ワッツが主演女優賞に、ベニチオ・デル・トロが助演男優賞にノミネートされた。
2006年、『バベル』をモロッコ、カリフォルニア、ティフアナ、そして東京を舞台に製作。第59回カンヌ国際映画祭で監督賞、第64回ゴールデングローブ賞でドラマ部門の作品賞、第79回アカデミー賞で作曲賞受賞し、その他作品賞、監督賞を含む7部門にノミネート。本作は役所広司の出演や、聾唖の女性役を演じた菊地凛子が助演女優賞にノミネートされたことに加え、日本公開中にクラブのダンスシーンが視力に刺激的な映像だったため不快感を訴える観客が現れたことなどで、日本でも広く注目された。
2010年、『ビューティフル』をメキシコで製作。第63回カンヌ国際映画祭で上映され、主演のハビエル・バルデムが男優賞を受賞。また、第83回アカデミー賞の外国語映画賞にもノミネートされた。
2014年、『バードマン あるいは（無知がもたらす予期せぬ奇跡）』が第71回ヴェネツィア国際映画祭のオープニング作品に選出された。映画祭では主要部門の受賞は逃したが、第72回ゴールデングローブ賞で最多7部門にノミネートされ、脚本賞、主演のマイケル・キートンが主演男優賞 (ミュージカル・コメディ部門)を受賞、第87回アカデミー賞でも最多9部門にノミネートされ、作品賞、監督賞、脚本賞、エマニュエル・ルベツキが撮影賞と4部門を受賞した。
2016年、『レヴェナント: 蘇えりし者』で、第68回アメリカ監督組合賞の受賞。前年に『バードマン あるいは（無知がもたらす予期せぬ奇跡）』でも同賞を受賞し、2年連続で受賞する快挙を達成した。第88回アカデミー賞でも『バードマン』に続いて2年連続で監督賞を受賞、主演のレオナルド・ディカプリオは初の主演男優賞を、エマニュエル・ルベツキが撮影賞を受賞。
2017年、第9回ガバナーズ・アワードで、エマニュエル・ルベツキが撮影した短編VR作品『Carne y Arena』（肉と砂）に、アカデミー特別業績賞が授与された。
2019年、第72回カンヌ国際映画祭審査委員長に就任した。
2022年、第35回東京国際映画祭で黒澤明賞を受賞。

## フィルモグラフィ

### 映画

#### 劇場公開映画
| 年   | 題名                                                                                           | 役割                   | 備考                        |
| ---- | ---------------------------------------------------------------------------------------------- | ---------------------- | --------------------------- |
| 2000 | アモーレス・ペロス Amores Perros                                                               | 監督・製作             |                             |
| 2002 | 11'09"01/セプテンバー11 11'09"01 September 11                                                  | 監督                   | オムニバス映画 『メキシコ』 |
| 2004 | 21グラム 21 Grams                                                                              | 監督・製作             |                             |
| 2006 | 美しい人 Nine Lives                                                                            | 製作総指揮             |                             |
| 2007 | バベル Babel                                                                                   | 監督・原案・製作       |                             |
| 2010 | ルドandクルシ Rudo y Cursi                                                                     | 製作                   |                             |
| 2011 | 愛する人 Mother and Child                                                                      | 製作総指揮             |                             |
| 2011 | BIUTIFUL ビューティフル Biutiful                                                               | 監督・脚本・原案・製作 |                             |
| 2015 | バードマン あるいは (無知がもたらす予期せぬ奇跡) Birdman or The Unexpected Virtue of Ignorance | 監督・脚本・製作       |                             |
| 2016 | レヴェナント: 蘇えりし者 The Revenant                                                          | 監督・脚本             |                             |
| 2017 | 肉と砂 Carne y Arena                                                                           | 監督・脚本             |                             |
| 2026 | Judy                                                                                           | 監督・脚本             |                             |

#### WEB配信映画
| 年   | 題名                                                                               | 役割             | 配信局  |
| ---- | ---------------------------------------------------------------------------------- | ---------------- | ------- |
| 2022 | バルド、偽りの記録と一握りの真実 Bardo (or False Chronicle of a Handful of Truths) | 監督・脚本・製作 | Netflix |